# Hráčská fotbalová unie
Hráčská fotbalová unie (HFU) sdružovala aktivní, bývalé, profesionální i amatérské fotbalové hráče a další fyzické osoby podporující fotbal na území ČR. HFU měla obhajovat zájmy hráčů a zkvalitňovat vztahy ve sportovním prostředí. HFU měla být pro Fotbalovou asociaci České republiky, jakožto i pro Ligovou fotbalovou asociaci, jediným oficiálním a respektovaným subjektem, který zastupuje hráče na území České republiky.

## Činnost
Hráčská fotbalová unie zdarma právně zastupovala hráče při řešení jejich sporů s kluby, dále jim nabízela zdravotní péči, vzdělávání či jim hledala pracovní příležitosti po skončení aktivní hráčské kariéry.  Kromě toho motivovala hráče ke spoření.
Mezi největší úspěchy HFU patří například zrušení Arbitrážní komise, což hráčům výrazně usnadnilo a urychlilo řešení jejich sporů.

## Spolupráce
Hráčská fotbalová unie navázala krátce po svém založení úzkou spolupráci s podobnými asociacemi v různých sportech. HFU uzavřela memorandum o spolupráci například s Českou asociací hokejistů nebo Českou basketbalovou hráčskou asociací.
Dále HFU navázala profesionální vztahy s dalšími organizacemi působícími v českém fotbale – Ligovou fotbalovou asociací, Fotbalovou asociací České republiky, Asociací fotbalových agentů, Unií českých fotbalových trenérů a Nadací fotbalových internacionálů. Tyto subjekty stvrdily vzájemnou spolupráci a vzájemný respekt podpisem memoranda „Velká fotbalová rodina“ 27. 6. 2017

## Historie
Za první impuls ke vzniku Unie je považováno veřejné vystoupení současných i bývalých ligových fotbalistů a reprezentantů v květnu 2014. Ti se tehdy ptali na konkrétní výsledky práce jiné, již existující, hráčské asociace – odborové ČAFH, a na nejasné hospodaření s finančními prostředky v řádech několika milionů korun. Někteří tehdejší členové ČAFH kritizovali její vlastní stanovy a principy fungování, zejména nemožnost demokratických voleb vedení ze strany samotných hráčů. Žádného vysvětlení se jim nedostalo.
Oficiálně se však Unie představila až 21. 2. 2017 na své tiskové konferenci. HFU na ní reprezentovali její zakladatelé Tomáš Pešír se Zdeňkem Šestákem a bývalí fotbaloví reprezentanti Tomáš Hübschman s Milanem Fukalem, kteří se rovněž stali prvními patrony Unie.

## Vedení
Hráčská fotbalová unie měla demokratické stanovy a o svém vedení rozhodovali samotní členové Unie na valné hromadě.  Na 1. Valné hromadě konané 25. 6. v Praze si hráči zvolili za předsedu HFU Tomáše Pešíra, za členy výkonného výboru byli zvoleni Milan Fukal, Matúš Kozáčik, Zdeněk Šesták a Lucie Martínková. Zvolena byla i Kontrolní komise ve složení Martin Slavík, Ondřej Herzán, Jakub Navrátil.
Kromě toho v červnu vznikla širší pracovní skupina „Opinion Leaders“, ve které byli například Tomáš Hübschman z Jablonce, Matúš Kozáčik z Plzně, předseda HFU Tomáš Pešír, Lucie Martínková, Luboš Loučka, Jiří Krejčí, Ondřej Herzán a mnozí další. Generálním sekretářem HFU byl Vojtěch Znojemský.

## Členové Unie
Mezi známé členy Unie patřili například fotbalisté Tomáš Hübschman, Marek Matějovský, Marek Bakoš, Jan Kopic, Jan Laštůvka, Daniel Krch, Ondřej Herzán, David Limberský, Petr Jiráček, Jiří Krejčí, Milan Petržela, Jan Krob, Roman Hubník, Martin Slavík, Marek Jarolím, Martin Fillo, Admir Ljevaković a mnoho dalších.